# Ardotalia
Ardotalia (také Melandra nebo Melandra Castle) je římská pevnost v Gamesley, poblíž města Glossop v anglickém hrabství Derbyshire. Pochází z 1. století a později ji přestavěli z kamene. Pravděpodobně byla opuštěna v polovině 2. století.

## Výstavba
Pevnost postavila okolo roku 75 (za flaviovské dynastie) kohorta zvaná Cohors Primae Frisiavonum – první kohorta vojáků z kmene Frísů na ostrohu nad řekou Etherow. Důkazem o existenci této jednotky je stavební kámen nalezený v této lokalitě, ale také jiné římské nápisy. Tato jednotka pravděpodobně měla zhruba tisíc mužů, včetně specializovaných řemeslníků pro kvalifikované práce při stavbě pevnosti.
Této jednotce pomáhala při stavbě pevnosti třetí kohorta Bracara Augustani. Pravděpodobně šlo o Kelty z kolonie Braga v Portugalsku, kteří zřejmě patřili k XX. legii Valeria Victrix v Chesteru.

## Posádka
I když není známo, která z těchto kohort pevnost hájila, zdá se pravděpodobnější, že to byla 3. kohorta Bracara Augustani, protože tito muži pocházeli z hornatějšího kraje a měli více zkušeností užitečných v terénu kolem pevnosti. Frísové byli z nízko položených území za Rýnem, takže sloužili spíše v podobných oblastech Manchesteru a Northwiche.

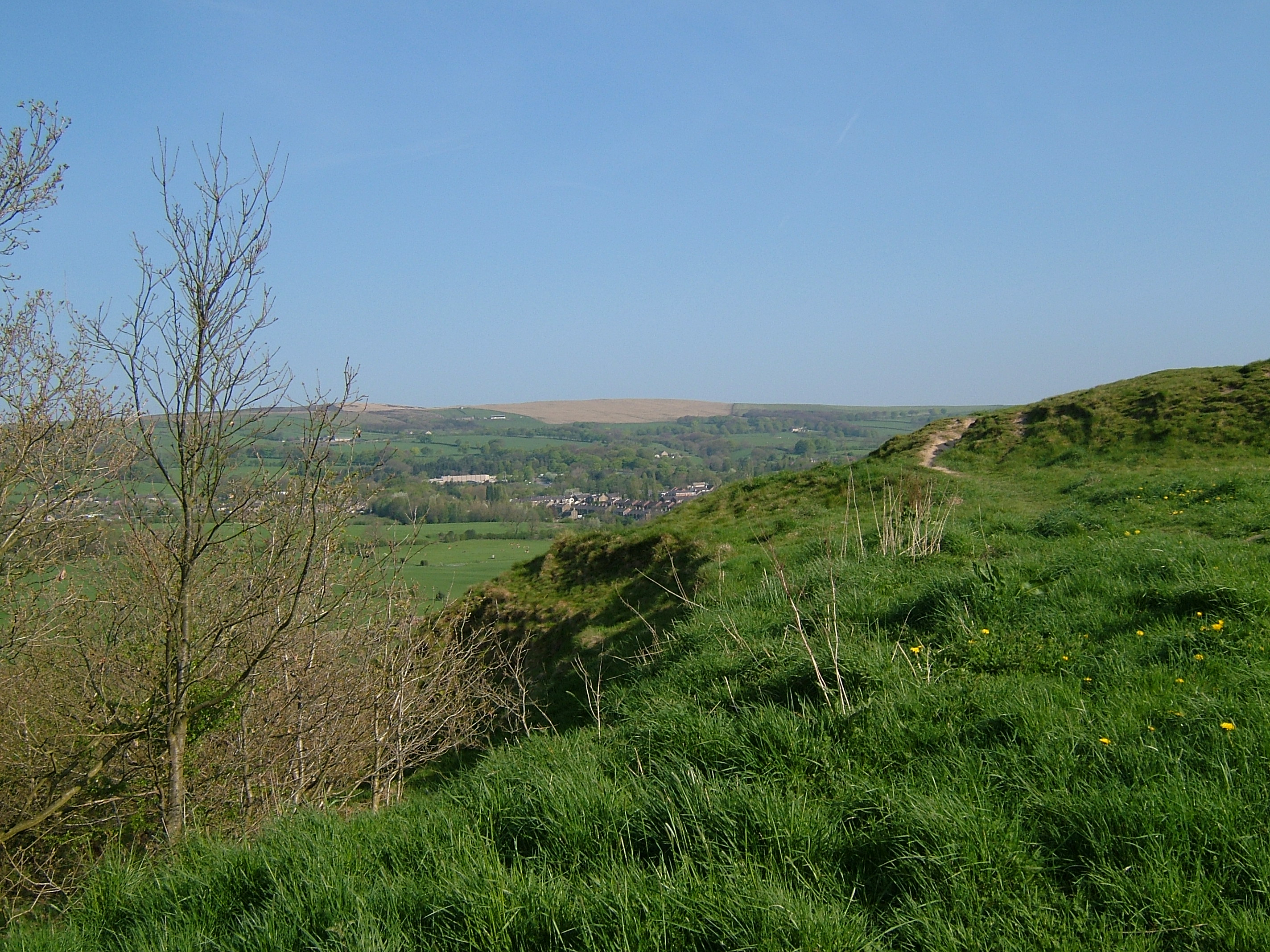
Západní hradby

První kohorta Frísů byla přítomna také v pevnosti Brocolitia (Carrawburgh) na Hadriánově valu. Důkazem je nápis na oltářním kameni o tom, že optio Maus splatil slib bohyni Coventině. Zda byl slib splněn právě postavením tohoto oltáře, není známo.

## Základní popis
Byla to pevnost pro jednu kohortu – pro 500 mužů, takže potřebovala 6 kasárenských bloků, přičemž v každém byla centurie s 80 muži.
Za hradbou na severu byly lázně.

## Názvy

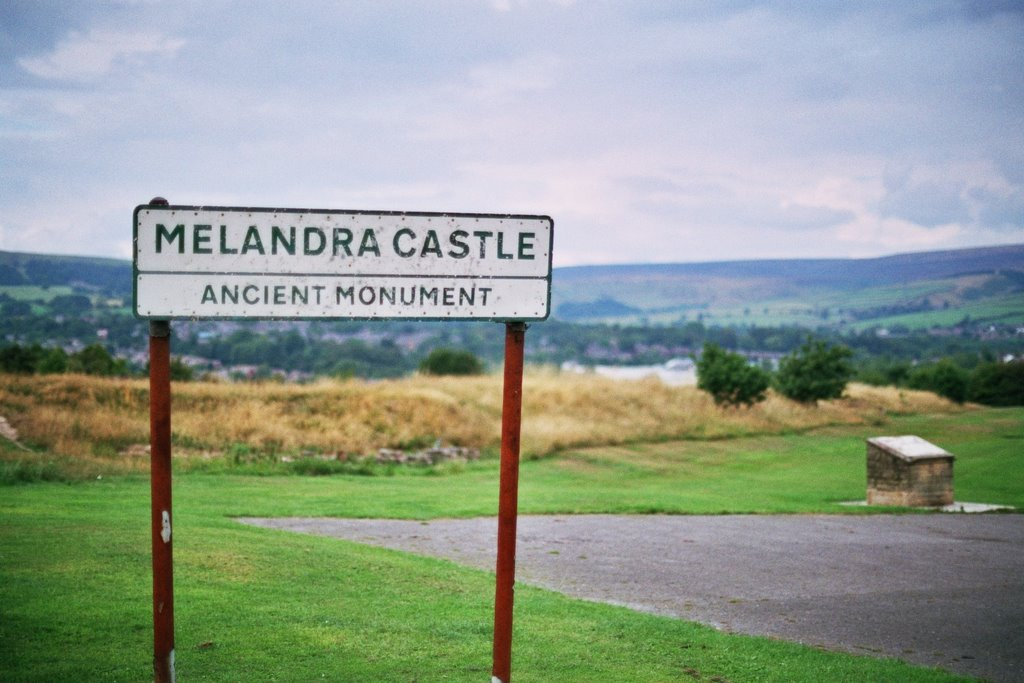
Melandra

### Melandra
Jméno Melandra je neznámého původu, ale může pocházet od Johna Watsona, rektora Stockportu, který toto místo navštívil přibližně v roce 1771, kdy tam ještě bylo větší množství kamenů.

### Zerdotalia
Jméno Ardotalia je pravděpodobná původní podoba názvu Zerdotalia uvedeného v ravennské Kosmografii.

## Starověká památka celostátního významu
Tato pevnost byla prohlášena za starověkou památku celostátního významu (Scheduled Ancient Monument).
V roce 2020 byla v seznamu ohrožených památek popsána jako pevnost v dosti neuspokojivém stavu.